# Bartolomé Esteban Murillo

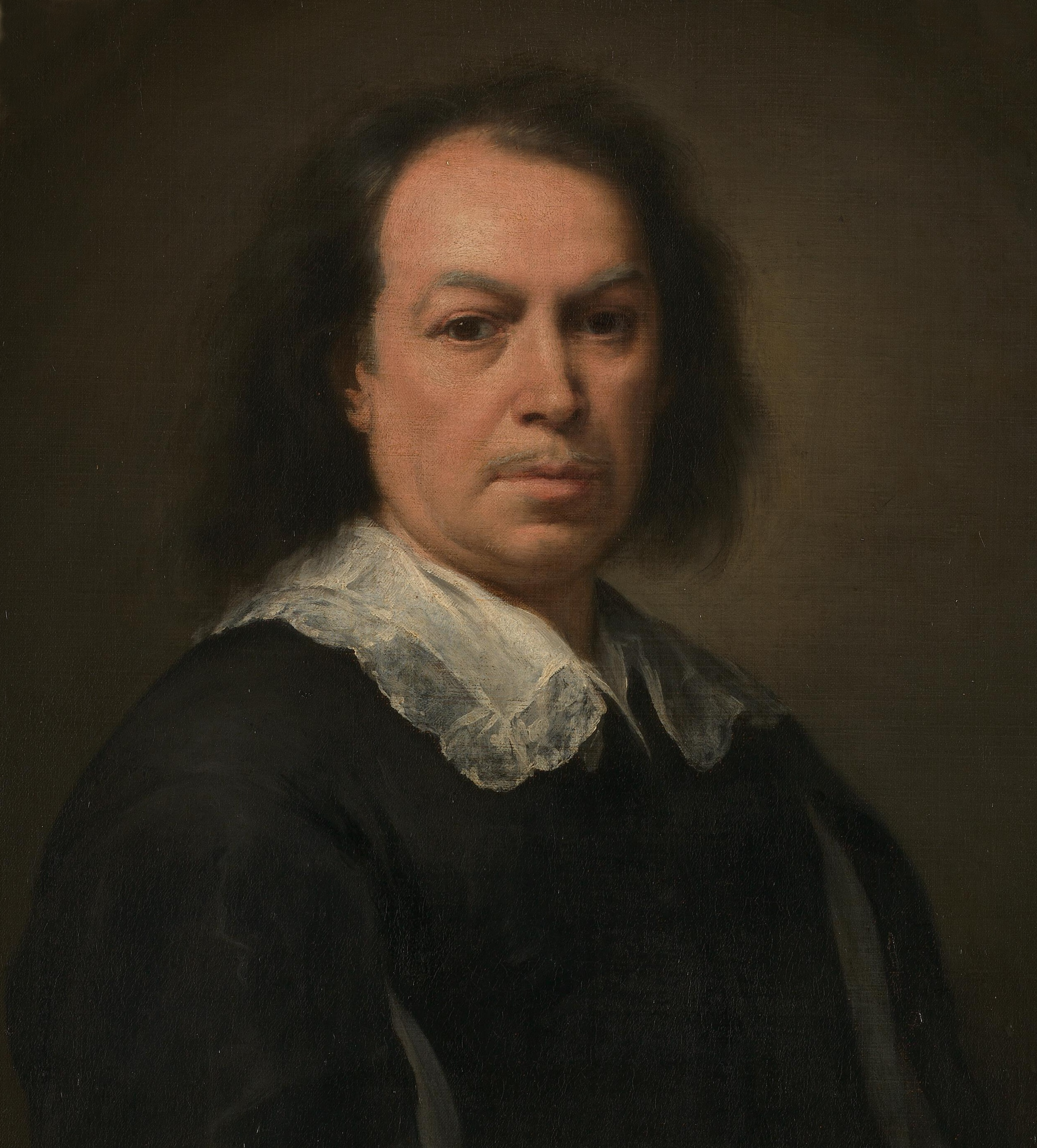
Bartolomé Esteban Murillo (1618-1682).

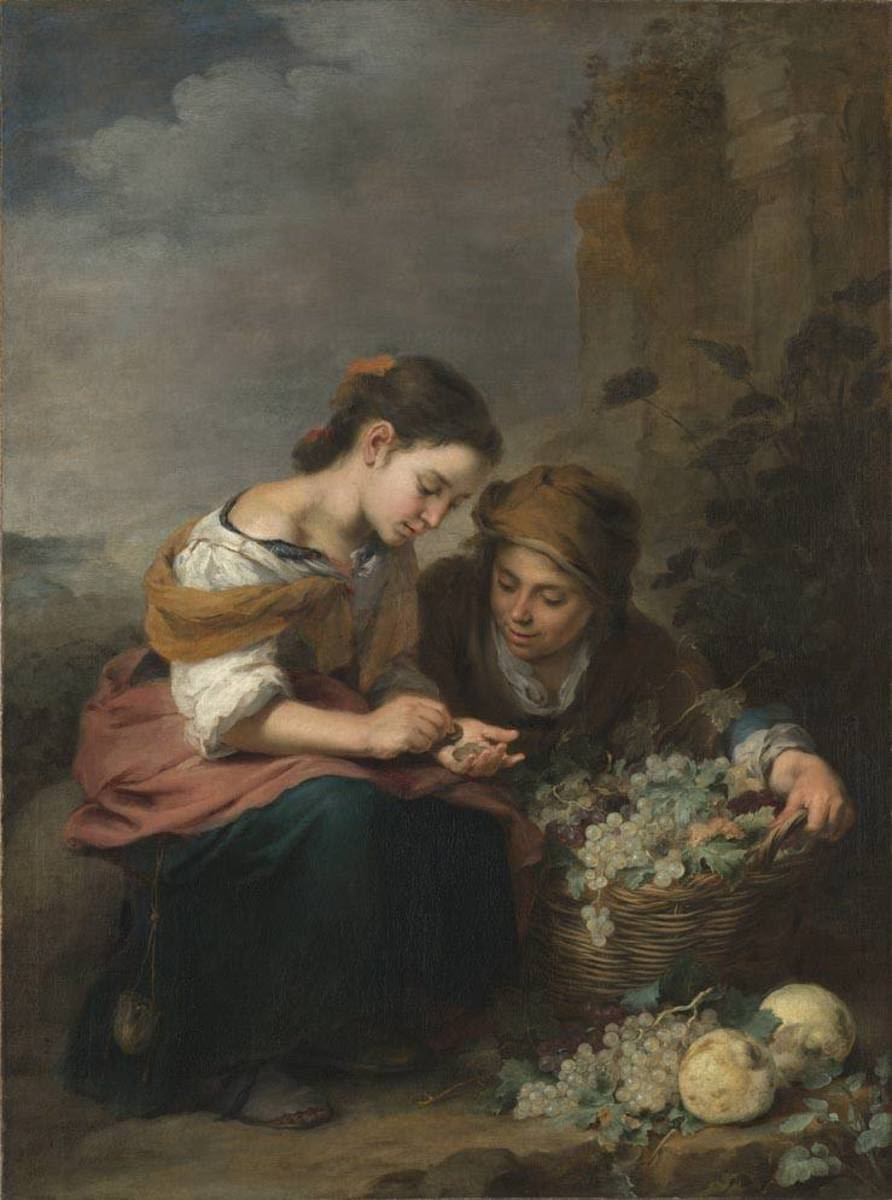
Den lille fruktförsäljaren (1670).

Bartolomé Esteban Murillo, född 1617 (döpt 1 januari 1618) i Sevilla, död där 3 april 1682, var en spansk målare under barockepoken.

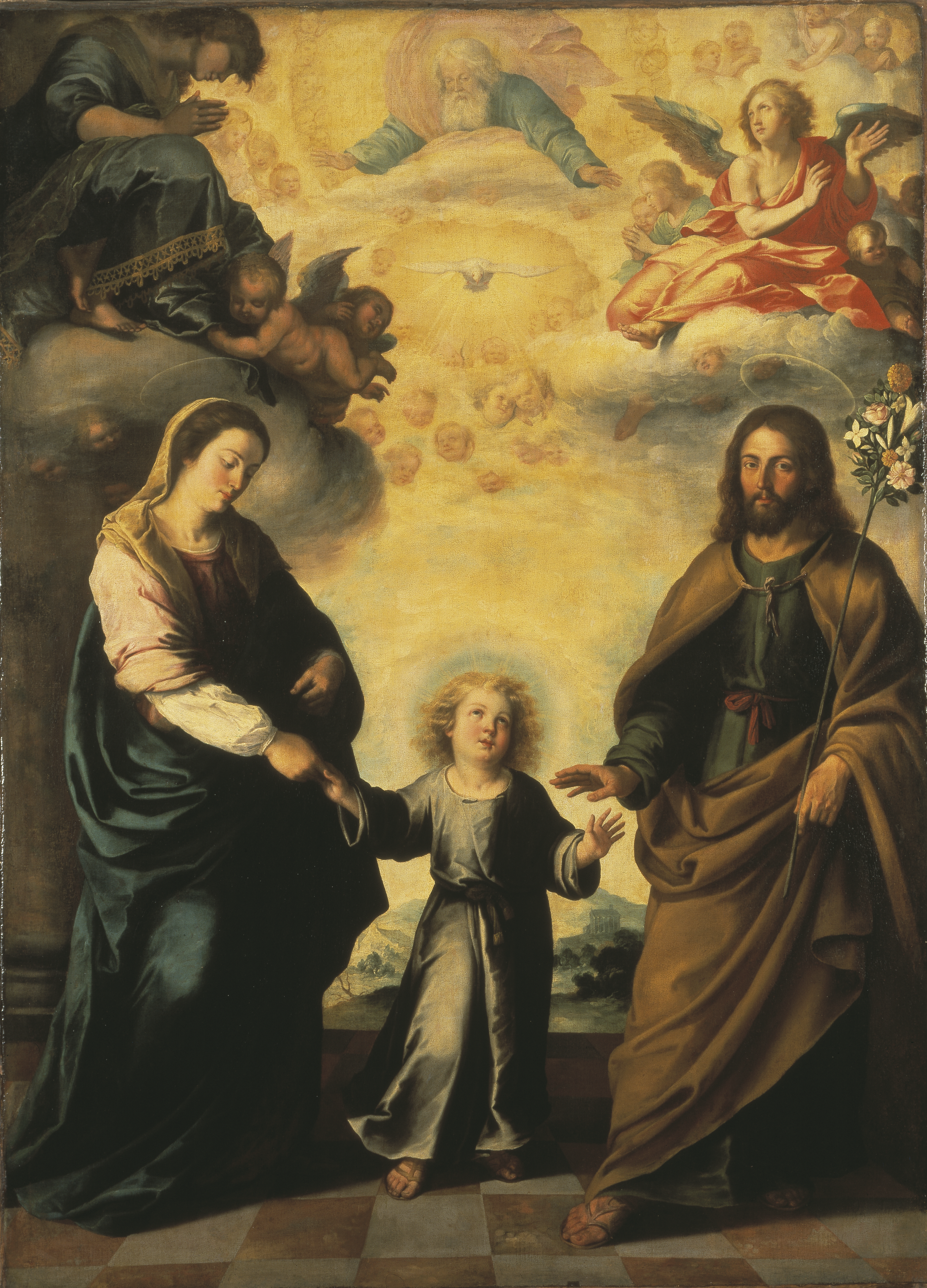
Den heliga familjens återkomst från Egypten

## Biografi
Murillo verkade mestadels i sin födelsestad Sevilla och var den sevillanska skolans främsta mästare och blev stadens nyinrättade konstakademis president från 1660. Sina sista år tillbringade han som broder inom Caridadstiftelsen (lekmannabroder inom Carmeliterorden).
Murillos konst bildar i avseende på den extatiska innerligheten höjdpunkten av det religiösa måleriet med katolsk prägel. Han var skaparen av Mariatypen immacoloata. Men Murillo ägde också en skarp blick för det realistiska och sinne för livets vardaglighet, även i humoristisk uppfattning. Hans första stora tavelsvit behandlade den helige Franciskus och hans orden. Målningarna är nu spridda i Madrid, Dresden och Paris. Från en teknik i mera kalla toner steg Murillo på 1650-talet till en mjuk, "doftig" färggivning med spelande ljusdunkel, "Stilo vaporoso". Under det att Murillo förut stått Caravaggiostilen med dess kalla, skarpa ljusdunkel nära, blev hans still härefter parallell med Rembrandts. Hos Murillo överväger dock det vekt lyriska, vilket stundom övergår i sentimentalitet. Den helige Antonius' vision (1656) och Den obefläckade avlelsen (båda i katedralen, Sevilla) hör till Murillos mest kända verk. Vidare märks Zigenarmadonnan (galleri Crosini, Rom), Den helige Antonius av Padua med Jesusbarnet samt Den helige Franciscus, omfamnad av den korsfäste Kristus (båda i museet, Sevilla). Bland kompositioner med Maria på molnen framstår Concepción Soult (Louvren). Rikast är Murillo företrädd i Sevillas kyrkor och museer samt i Caridadsamlingarna. Andra religiösa bilder av Murillo finns i Sankt Petersburg, Berlin och andra städer, ypperliga gatuscener med ätande eller tärningsspelande tiggarpojkar finns i München och Madrid. Murillo har också målat några utmärkta porträtt. Förutom omkring 250 oljemålningar har Murillo även efterlämnat teckningar, av vilka några finns på Glyptoteket i Köpenhamn. Murillo finns även representerad i Nationalmuseums samlingar i Stockholm.